# Блажь
Блажь (інша назва рос. Я тебя люблю) — перший студійний альбом російського рок-музиканта Миколи Носкова.

## Про альбом
Робота над альбомом почалася, коли Микола розірвав контракт з компанією Polygram після розпаду своєї групи «Микола». Пісні «Я не модный» і «Я тебя люблю» отримали Золотий грамофон в 1996 і 1998 роках.

## Перелік пісень
1. Я тебя люблю
2. Я не модный
3. Дай мне шанс
4. Мой друг
5. Сердца крик
6. На Руси
7. Блажь
8. Солнце
9. Лунный танец
10. Ты не сахар